# Октябрьское (Ханты-Мансийский автономный округ)
Октя́брьское (до 1957 года — село Кондинское) — посёлок городского типа, административный центр Октябрьского района Ханты-Мансийского автономного округа России.
Октябрьское располагается в прибрежной зоне реки Оби. Село основано в 1590 году. Статус посёлка городского типа — с 1959 года. До 1957 года назывался Кондинское.

## История
Самое раннее известное упоминание этого места находится в Вологодско-Пермской летописи и относится к 1484 году. Тогда на месте села располагался центр хантыйского Кодского княжества.
В конце XVI в. при присоединении Сибири к Русскому государству первопроходцы построили здесь городок Кодск, где разместился казачий отряд. Кодские князья обязались нести военную службу русскому царю. 
В XVII в. в Кодске строятся деревянные церкви во имя Святой Троицы (1600) и Зосимы и Савватия Соловецких (1602). В 1731 г. была заложена каменная Троицкая церковь, сохранившаяся до наших дней и являющаяся объектом культурного наследия ХМАО-Югры (закрывалась в советское время). В 1657 г. учреждён мужской монастырь.
С XVII в. называлось селом Кондинским и являлось центром Кондинской волости Берёзовского уезда Тобольской губернии.
В 1937 г. стало центром новообразованного Микояновского района Остяко-Вогульского национального округа Омской области.
В 1957 г. Микояновский район был переименован в Октябрьский, а село Кондинское --- в село Октябрьское.

## Климат
Климат умеренно-холодный, зима суровая, с сильными ветрами и метелями, продолжающаяся 7 месяцев. Короткое прохладное лето. Количество осадков значительное, даже в засушливые месяцы. По классификации климатов Кёппена — субарктический климат (индекс Dfc) с постоянным увлажнением в течение года, по классификации Алисова — умеренный континентальный.
| Показатель | Янв.  | Фев.  | Март  | Апр.  | Май   | Июнь | Июль | Авг. | Сен. | Окт. | Нояб. | Дек.  | Год   |
| --- | ----- | ----- | ----- | ----- | ----- | ---- | ---- | ---- | ---- | ---- | ----- | ----- | ----- |
| Абсолютный максимум, °C | 1,8   | 3,4   | 13,2  | 23,6  | 31,3  | 33,1 | 34,9 | 32,2 | 26,1 | 19,2 | 7,8   | 2,5   | 34,9  |
| Средний суточный максимум, °C | −16,7 | −14,9 | −4,9  | 2,8   | 10,4  | 18,4 | 22,6 | 18,5 | 11,9 | 1,6  | −8,1  | −13,7 |       |
| Средняя температура, °C | −20,9 | −19,5 | −10,4 | −2,4  | 5,2   | 13,2 | 17,6 | 13,7 | 7,7  | −1,7 | −12   | −17,8 | −2,3  |
| Средний суточный минимум, °C | −25,1 | −24   | −15,9 | −7,5  | 0,0   | 8,0  | 12,6 | 8,9  | 3,5  | −4,9 | −15,8 | −21,9 |       |
| Абсолютный минимум, °C | −49,3 | −46,4 | −41,6 | −30,7 | −19,9 | −6,5 | −0,5 | −1,9 | −8,3 | −30  | −44,8 | −48   | −49,3 |
| Норма осадков, мм | 34    | 21    | 24    | 35    | 48    | 66   | 76   | 87   | 64   | 56   | 45    | 36    | 592   |
| Источник: Абсолютные минимумы и максимумы. www.pogodaiklimat.ru. Дата обращения: 28 октября 2020. Архивировано 27 сентября 2020 года., Средние температуры и осадки. ru.climate-data.org. Дата обращения: 28 октября 2020. |       |       |       |       |       |      |      |      |      |      |       |       |       |

## Население
| \| 1959[4] \| 1970[5] \| 1979[6] \| 2002[7] \| 2007 \| 2009[8] \| 2010[9] \| \| -------- \| -------- \| -------- \| -------- \| -------- \| -------- \| -------- \| \| 3834 \| ↗3842 \| ↘3650 \| ↗3857 \| ↘3682 \| ↘3639 \| ↗3640 \| \| 2012[10] \| 2013[11] \| 2014[12] \| 2015[13] \| 2016[14] \| 2017[15] \| 2018[16] \| \| ↘3520 \| ↘3384 \| ↘3223 \| ↘3143 \| ↘3113 \| ↘3094 \| ↘3067 \| \| 2019[17] \| 2020[18] \| 2021[1] \| \| \| \| \| \| ↘3021 \| ↘2975 \| ↗3792 \| \| \| \| \| 1000 2000 3000 4000 1970 2010 2016 2021 |       |       |       |       |       |       |
| 1959 | 1970  | 1979  | 2002  | 2007  | 2009  | 2010  |
| 3834 | ↗3842 | ↘3650 | ↗3857 | ↘3682 | ↘3639 | ↗3640 |
| 2012 | 2013  | 2014  | 2015  | 2016  | 2017  | 2018  |
| ↘3520 | ↘3384 | ↘3223 | ↘3143 | ↘3113 | ↘3094 | ↘3067 |
| 2019 | 2020  | 2021  |       |       |       |       |
| ↘3021 | ↘2975 | ↗3792 |       |       |       |       |

## Транспорт
Ходят речные пассажирские суда типа «Заря», «Метеор».
В зимнее время посёлок соединен зимниками с населёнными пунктами: Приобье, Кормужиханка.
Круглогодичная асфальтированная дорога соединяет посёлок с населёнными пунктами: Андра и Белоярский.
Расстояние до ближайшей железнодорожной станции 61 км (Приобье).
Расстояние до ближайших аэропортов: Нягань — 100 км, Белоярский — 200 км.

## Инфраструктура
- Октябрьская средняя общеобразовательная школа имени Н. В. Архангельского
- Октябрьская районная библиотека;
- районная детская библиотека;
- лыжная база Филиал в п.г.т. Октябрьское
- физкультурно-оздоровительный комплекс «Юбилейный»
- Музейно-выставочный центр;
- Культурно-информационный центр;
- Районная больница